# Exeliopsis brunnea
Exeliopsis brunnea là một loài bướm đêm trong họ Geometridae.